# Joseph Barcroft

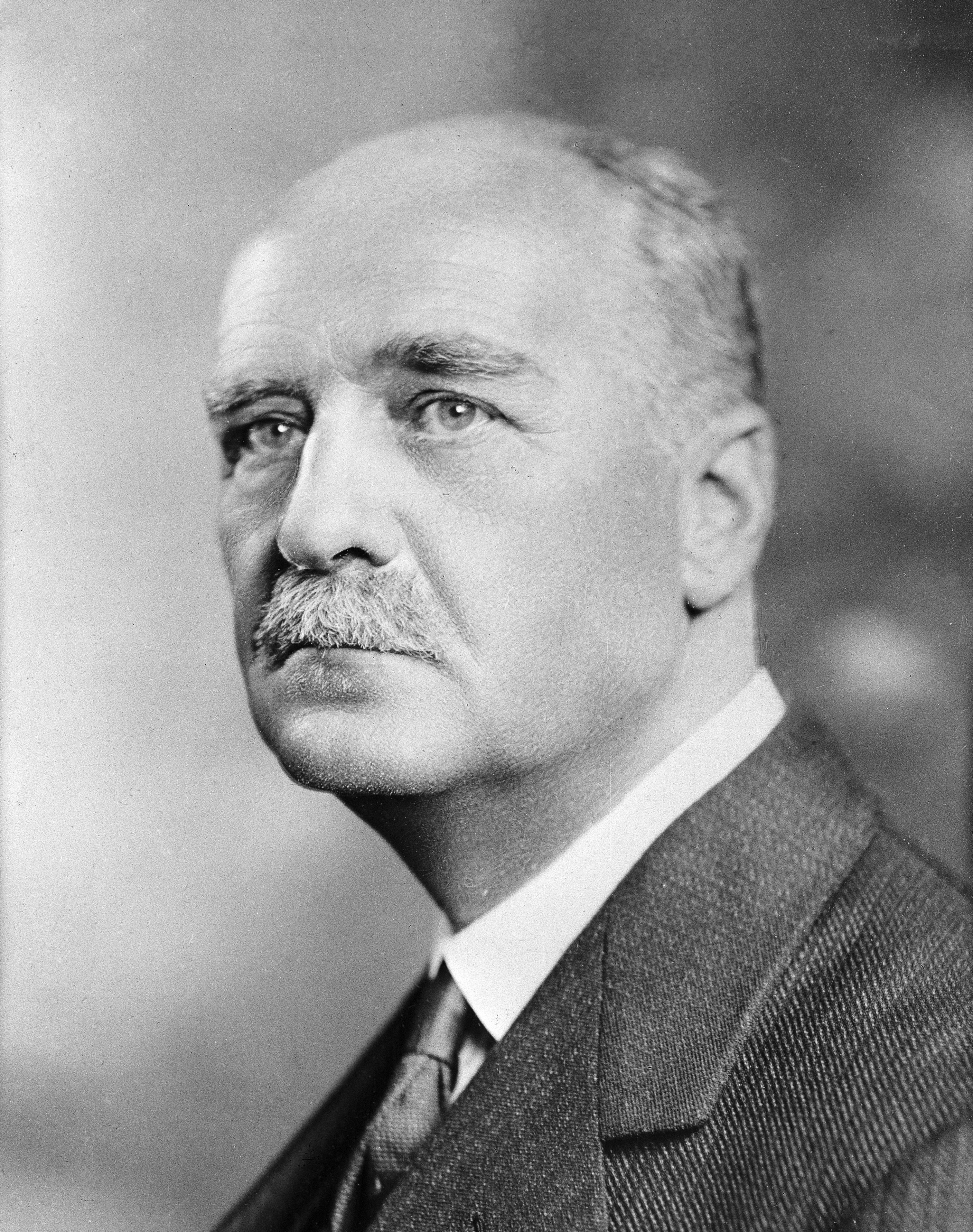
Sir Joseph Barcroft, um 1940

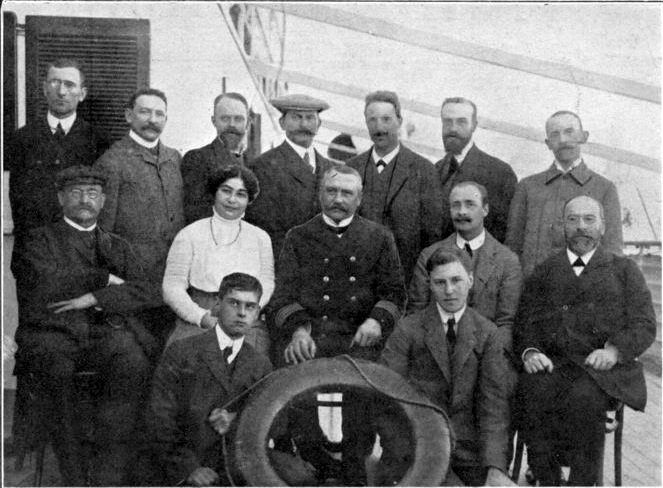
Joseph Barcroft auf dem Gruppenbild einer von Gotthold Pannwitz geleiteten Expedition nach Teneriffa (vordere Reihe, zweiter von rechts)

Sir Joseph Barcroft (* 26. Juli 1872 in The Glen, Newry, County Down; † 21. März 1947 in Cambridge) war ein britischer Physiologe, der vor allem über die Sauerstoffversorgung des Blutes und Hämoglobin forschte. Von 1925 bis 1937 war er Professor für Physiologie an der Universität Cambridge.
Barcroft wurde 1910 als Mitglied („Fellow“) in die Royal Society gewählt, die ihm 1922 die Royal Medal und 1943 die Copley-Medaille verlieh. 1918 wurde er mit dem Commander (CBE) des Order of the British Empire ausgezeichnet, 1935 wurde er zum Knight Bachelor geschlagen. Im Jahr 1926 wurde er zum Mitglied der Deutschen Akademie der Naturforscher Leopoldina gewählt. 1938 wurde er in die American Academy of Arts and Sciences gewählt,  1939 in die National Academy of Sciences. 1943 wurde er zum Ehrenmitglied (Honorary Fellow) der Royal Society of Edinburgh gewählt. Seit 1965 sind ihm zu Ehren die Barcroft-Inseln in der Antarktis nach ihm benannt.
Er war mit Mary Agnetta Ball, der Tochter des irischen Astronomen und Mathematikers Robert Stawell Ball, verheiratet.

## Werke
- The respiratory function of the blood. Cambridge: Cambridge University Press, 1914
- Features in the architecture & physiological function. 1934
- The brain and its environment. 1938
- The dependence of the mind on its physical environment. 1938